# Юзеф Корбас
Юзеф Францишек Корбас (пол. Józef Franciszek Korbas; 11 листопада 1914, Краків, Австро-Угорщина — 2 жовтня 1981, Катовиці, Польща) — польський футболіст та тренер, виступав на позиції нападника.

## Клубна кар'єра
Футболом розпочав займатися 1928 року в клубі «Надвіслян» (Краків). З 1935 по 1939 рік захищав кольори «Краковії». У 1937 році завоював титул чемпіона Польщі. За цей період зіграв 69 матчів, в яких відзначився 54-а голами. Незважаючи на скромні антропометричні дані, Юзеф славився дуже потужним ударом.
У 1942 році, під час окупації Польщі нацистськими військами, був заарештований і в березні 1943 року був відправлений до концентраційного лагеря Аушвіц. Звідти був переведений до Заксенгаузена.

## Кар'єра в збірній
Дебютував у збірній Польщі в 1937 році дуже яскраво. 12 вересня відзначився 3-а голами в Софії в нічийному (3:3) поєдинку проти Болгарії. В історії польської збірної лише два гравці в дебютному матчі відзначилися хет-триком, іншим гравцем був Зигмунд Штоєрман. Другий та останній матч Юзефа у червоній футболці «кадри» відбувся 25 вересня 1938 року у Варшаві (Польща - Югославія, 4:4). У цьому поєдинку він також відзначився голом.

## Кар'єра тренера
Після звільнення з концентраційного табору працював на спортивних посадах, займався тренерською діяльністю. Тренував «Унію» (Тарнів), ККС (Ополе) та ККС (Ключборк). У 1954 році очолював «Стільон» (Гожув-Великопольський).
2 жовтня 1981 року помер у місті Катовицях.

## Досягнення

### Клубні
«Краковія»
- Перша ліга Польщі
  -  Чемпіон (1): 1937